# Herrscher der Insel
Herrscher der Insel (Originaltitel: The Hawaiians) ist ein US-amerikanisches Filmdrama aus dem Jahr 1970. Regie führte Tom Gries, das Drehbuch schrieb James R. Webb anhand des Romans Hawaii von James Michener. Der Film versuchte an den Erfolg von Hawaii (1966, Regie: George Roy Hill) anzuknüpfen, der in der Handlung des Buches zuvor ansetzte.

## Handlung
1870: Der Schiffskapitän Whipple Hoxworth fährt chinesische Arbeiter nach Honolulu. Er erbt von seinem Großvater eine große Plantage mit überwiegend unfruchtbarem Boden und lässt sich dort mit seiner Frau Purity nieder. Hoxworth stellt Nyuk Tsin und Mun Ki ein, die er während seiner letzten Passage kennengelernt hat. Nachdem er festgestellt hat, dass sein Cousin den Großteil seines Erbes an sich gebracht hat, begründet er eine neue Plantage. Dort baut er die in Französisch-Guyana erbeuteten Ananasfrüchte an, wobei ihm seine Frau, vor allen Dingen aber seine chinesischen Arbeitskräfte helfen. Purity zerbricht innerlich an den bigotten Moralvorstellungen ihres Mannes und verfällt in Depressionen, so dass Nyuk Tsin selbst Puritys Kind stillen muss. Zu Whipples Entsetzen verlässt Purity ihn, um in einer Hütte am Strand das Leben ihrer hawaiischen Vorfahren zu führen.
Die Plantage wird wirtschaftlich erfolgreich. Hoxworth trägt dazu bei, dass die Vereinigten Staaten die Macht auf Hawaii übernehmen und die Monarchie Hawaiis untergeht. Aus Dank für ihre Hilfe schenkt Whipple Nyuk Tsin ein Stück Land. In einer Parallelhandlung wird von dem Engagement Nyuk Tsins für eine Lepra-Kolonie erzählt, nachdem ihr Mann Mun Ki daran erkrankte. Außerdem verliebt sich ihre Tochter Mei Li unglücklich in den Sohn der Hoxworths, Noel. Ein Großfeuer im Viertel der Chinesen vernichtet Nyuk Tsins Aufbauarbeit. Aber sie lässt sich davon nicht entmutigen und ist dankbar, dass alle ihre Kinder selbständig und erwachsen sind.

## Kritiken
Filmdienst schrieb, der Film sei ein „aufwendiges Abenteuer- und Geschichtsspektakel, das in zahllose Episoden“ zerfalle, „von denen nur wenige menschlich anrühren“. Er leide „an der argen Verkürzung“ der „dickleibigen“ Romanvorlage, an der „damit verbundenden mangelnden Konzeption und einer fehlenden psychologischen Durchzeichnung der Hauptfigur“.
Die Zeitschrift prisma schrieb, der Film sei ein „aufwendiges und vielschichtiges Melodram“, das jedoch die „Komplexität des Buches“ nicht erreiche.

„Neben dem charismatischen Charlton Heston überzeugt vor allem Tina Chen durch ihre Ausdrucksstärke und Wandlungsfähigkeit angesichts der 30 Jahre umfassenden Handlung.“

Enttäuscht zeigt sich der Evangelische Film-Beobachter: Langweilende Verfilmung eines Bestseller-Romans von James A. Michener […]. Durch die notwendige Raffung erscheint die Story arg verstümmelt und gewinnt weder durch Darstellung noch Dialog noch Kamera-Arbeit. Lediglich das Gesicht einer chinesischen Darstellerin, Tina Chen, prägt sich ein in diesem Film, den man rasch vergessen kann.

## Auszeichnungen
Der Film wurde im Jahr 1971 in der Kategorie Bestes Kostümdesign (Bill Thomas) für den Oscar nominiert. Tina Chen wurde 1971 als Beste Nebendarstellerin für den Golden Globe Award nominiert.

## Hintergründe
Der Film wurde in verschiedenen Orten auf Hawaii sowie in Filmstudios in Culver City und in Los Angeles gedreht.